# Сорелл (озеро)
Соре́лл (англ. Lake Sorell) — озеро в центральной части Тасмании. Площадь поверхности озера — 53 км² (по другим данным — 50 км²), площадь его водосборного бассейна — 94,8 км². Средняя глубина Сорелла равна 2,5 м. Размеры озера — около 8 км (5 миль) с севера на юг и 9,7 км (6 миль) с запада на восток.
Расположено на высоте около 800 метров над уровнем моря на юго-восточной оконечности тасманийского Центрального плато. Отделено от соседнего озера Кресент, лежащего южнее, узкой полосой суши. В центральной части озера расположен остров Сент-Джордж. Питание озера — дождевое.
Эндемиком озера является вид рыб Galaxias auratus. С 1995 года в озере отмечено обитание инвазивного вида — карпа.